# Hlamiac
Hlamiac (en francès Laméac) és un municipi francès situat al departament dels Alts Pirineus i a la regió d'Occitània.

## Demografia
| 1962                                       | 1968 | 1975 | 1982 | 1990 | 1999 | 2007 |
| ------------------------------------------ | ---- | ---- | ---- | ---- | ---- | ---- |
| 106                                        | 114  | 111  | 105  | 110  | 133  | 127  |
| Des de 1962: població sense dobles comptes |      |      |      |      |      |      |

## Administració
| Període   | Identitat           | Partit |
| --------- | ------------------- | ------ |
| 1893-1996 | Jean-Marie Laberou  |        |
| 1896-1902 | Pierre Ducos        |        |
| 1902-1920 | Charles Capdeville  |        |
| 1920-1941 | Jean Maumus         |        |
| 1941-1959 | Jean Senmartin Duco |        |
| 1959-1962 | Eloi Lestelle       |        |
| 1962-1971 | Roger Duffau        |        |
| 1971-     | José Debat          |        |